# Richard Rush
Richard Rush   (Nova York, 15 d'abril de 1929 - Los Angeles, 8 d'abril de 2021) fou un director de cinema, productor, guionista i actor estatunidenc.
Rush va passar la seva infantesa fascinat per Marcel Proust i els còmics de Batman. Va ser un dels primers estudiants del programa de cinema de l'UCLA i, després de la graduació, va treballar per crear programes de televisió per l'exèrcit dels Estats Units mostrant la implicació del país en la Guerra de Corea. Mentre va estar d'acord amb la implicació de l'exèrcit en la regió, la participació de Rush en aquest conflicte en gran part simbòlic pot ser vist com:
| « | Hi ha un tema recurrent amb el qual em quedo atrapat a la pel·lícula... En no ser capaços d'acceptar la veritat, tenim tendència a acceptar sistemes i creure en una sèrie d'homilies apreses i rituals arbitrals del bé i del mal, correctes i incorrectes. Màgia, rei, país, mare, Déu, totes aquelles veritats ardents que vam obtenir de la nostra formació inicial del bany a partir d'adhesius i de fundes de coixí de ganxet. Quan és correcte matar. Quan no és correcte matar. En quines circumstàncies. Regles arbitràries inventades per a l'ocasió. I realment ens hi dediquem feroçment. I tendeixen a ocultar qualsevol sentiment humà real o qualsevol moralitat real que pugui sorgir per substituir-la | » |

Després de la seva feina de propaganda, Rush va obrir una empresa de producció per produir anuncis i pel·lícules industrials. Amb trenta anys, inspirat en el neo-realisme de Les Quatre Cents Coups del director francès François Truffaut, Rush va vendre el seu negoci de producció per finançar la seva primera obra Too Soon to Love (1960), que va produir amb poquíssims diners, un pressupost de 50.000 dòlars, i venut a Universal Pictures per la seva distribució. Too Soon to Love és considerat el primer producte de la "New Hollywood". També és la segona aparició de Jack Nicholson (que va protagonitzar dues pel·lícules més de Rush, Hells Angels on Wheels i Camí de la bogeria).
Rush va dirigir tres pel·lícules per l'American International Pictures a finals dels anys 1960s explorant cultures del període i també introduint racking focus, una tècnica de Rush que ell havia descobert. El primer treball de Rush va ser el 1970 Pel bon camí, protagonitzada per Elliott Gould i Candice Bergen. La pel·lícula va funcionar bé comercialment i va ser citada per director suec Ingmar Bergman com la "millor pel·lícula estatunidenca de la dècada." La següent pel·lícula de Rush, el 1974, va ser Freebie i Bean. Freebie va ser castigada per la crítica; tanmateix, va ser popular, aconseguint més de 30 milions de dòlars al box-office.
El 1981, li van preguntar a Truffaut "Quin és el vostre director americà favorit?" Va contestar, "no sé el seu nom, però vaig veure una pel·lícula seva ahir a la nit i era The Stunt Man." La pel·lícula, és una comèdia, un thriller, una d'acció i aventures, i un comentari sobre l'acomiadament de veterans, així com una desconstrucció del cinema de Hollywood. La pel·lícula també presenta el protagonista típic de Rush, un home emocionalment traumatitzat que ha fugit dels marcs tradicionals de la societat només per trobar el seu món nou (banda biker en Hells Angels on Wheels, hippys en Psych-Out) corromputs per les mateixes influències. The Stunt Man va ser nominat a l'Oscar per Rush per millor director i millor guió.
Quan Air America va mostrar signes de problemes durant el seu desenvolupament, Rush va donar 4$ milions per marxar lluny del projecte. Això va permetre l'estudi captar Mel Gibson i Robert Downey, Jr.
Rush no va dirigir cap altra pel·lícula en catorze anys — fins al 1994 amb la criticada El color de la nit. Després, Rush es va retirar del món de cinema comercial. Com va escriure Kenneth Turan de Los Angeles Times, la carrera de Rush sembla "perseguida per la sort desgraciada que mai sembla afectar els sense talent."
El seu següent projecte va ser un documental per DVD sobre el making off de  The Stunt Man  (2001).
Residia a Bel-Air amb la seva dona Claudia. Tenia un germà més gran, Stephen Rush, que també resideix a Los Angeles.

## Filmografia
Filmografia:

### Director
- 1960: Too Soon to Love
- 1963: Of Love and Desire
- 1967: A Man Called Dagger
- 1967: Thunder Alley
- 1967: Hells Angels on Wheels
- 1967: El Dedo del destino
- 1968: Camí de la bogeria (Psych-Out)
- 1968: The Savage Seven
- 1970: Getting Straight
- 1974: Freebie and the Bean
- 1980: The Stunt Man
- 1994: El color de la nit (Color of Night)
- 2000: The Sinister Saga of Making 'The Stunt Man' (vídeo)

### Productor
- 1960: Too Soon to Love
- 1967: A Man Called Dagger
- 1970: Getting Straight
- 1974: Freebie and the Bean[6]
- 1980: The Stunt Man
- 2000: The Sinister Saga of Making 'The Stunt Man' (vídeo)

### Guionista
- 1960: Too Soon to Love
- 1963: Of Love and Desire
- 1980: The Stunt Man
- 1990: Air America
- 2000: The Sinister Saga of Making 'The Stunt Man' (vídeo)

### Actor
- 1967: A Man Called Dagger
- 1987: Distortions: Pilot #1

## Premis i nominacions

### Nominacions
- 1981: Oscar al millor director per The Stunt Man
- 1981: Oscar al millor guió adaptat per The Stunt Man
- 1981: Globus d'Or al millor director per The Stunt Man